# Всеобщие выборы на Арубе (1983)
Выборы в островной совет Арубы IX-го созыва прошли 29 апреля 1983 года. На данных выборах было увеличено число избирательных участков с 43 до 48.
Выборы прошли во время политического насилия, из-за чего лидер НИД за несколько дней до выборов — 24 апреля был серьёзно ранен в результате перестрелки. А ещё одна перестрелка межу НПА и НИД во время выборов вовсе привели к гибели случайного прохожего.

## Итог
| Состав IX-го созыва островного совета Арубы | Состав IX-го созыва островного совета Арубы | Состав IX-го созыва островного совета Арубы | Состав IX-го созыва островного совета Арубы | Состав IX-го созыва островного совета Арубы |
| Партия                                      | Голосов                                     | %                                           | Мест                                        | Изменение                                   |
| ------------------------------------------- | ------------------------------------------- | ------------------------------------------- | ------------------------------------------- | ------------------------------------------- |
| Народное избирательное движение             | 20 798                                      | 57.9%                                       | 13                                          | ▲1, 1.2%                                    |
| Народная партия Арубы                       | 8 102                                       | 22.6%                                       | 5                                           | ▲1, 4.1%                                    |
| Патриотическая партия Арубы                 | 5 354                                       | 14.9%                                       | 3                                           | ▬ без изменений                             |
| Прочие партии                               | 1 664                                       | 4.6%                                        | 0                                           | ▲0, 4.5%                                    |
| Общий результат                             | 35 898                                      | 100%                                        | 21                                          | ▬ без изменений                             |